# Casanova à l'italienne
Pour les articles homonymes, voir Casanova (homonymie).
Pour plus de détails, voir Fiche technique et Distribution.
Casanova à l'italienne (Letti sbagliati) est une comédie italienne à sketches réalisée par Steno et sortie en 1965.

## Synopsis
Il complicato
M. Birolli, un riche négociant en pétrole, se retrouve à partager la cabine d'un wagon-lit avec un certain Carlo, qui commence à fantasmer avec lui sur la possibilité de vivre des aventures galantes en train. La discussion se poursuit dans le wagon-restaurant, avec la participation de Vittorio, un professeur de littérature aux multiples expériences. À ce moment-là, Birolli est reluqué par une belle dame en deuil qui, en déposant un mouchoir, laisse entrevoir ses intentions. En effet, au cours de la nuit, Birolli est invité dans le compartiment de la veuve ; il accepte, mais, encore incrédule quant à la possibilité d'une aventure, il parie avec Carlo que la femme n'a pas l'intention de le séduire. En effet, lorsqu'il arrive dans la cabine de la dame, craignant qu'il ne s'agisse d'un piège tendu par son beau-père pour le piéger avant le mariage, il reste méfiant et ne peut rien conclure. Malgré le fiasco, il prétend néanmoins avoir passé une nuit d'amour, et paie la mise à Carlo. Il s'avère finalement que Carlo et la veuve ne sont que des escrocs, et qu'ils utilisent cette ruse pour attirer les voyageurs et leur extorquer de l'argent.
00 Sexy, missione bionda platino
L'ingénieur Filippo, inspiré par un rêve, élabore un plan astucieux pour rester coincé dans un ascenseur avec sa belle voisine, Mme Luzi, afin de profiter d'elle après l'avoir droguée. Malheureusement pour lui, l'aventure se retournera contre lui, puisque c'est sa femme et son apprenti qui se retrouveront coincés dans l'ascenseur. L'Ingénieur se retrouvera donc cocu sans avoir réussi à réaliser l'aventure dont il rêvait.
Quel porco di Maurizio
Au cours d'un voyage en train entre Rome et Viterbe, Maurizio, irrésistiblement attiré par la belle étudiante Enrichetta, l'agresse soudain et l'embrasse. Enrichetta crie et le dénonce, provoquant un scandale. Maurizio décide de demander de l'aide à son ami Giorgio, un avocat, qui se rend dans la villa de l'oncle et de la tante d'Enrichetta dans l'intention de faire retirer la plainte, mais il est à son tour séduit par la jeune fille et passe la nuit avec elle. Le lendemain matin, Giorgio ne révèle pas à son ami l'aventure qui s'est déroulée, mais seulement que la tante de la jeune fille n'acceptera de retirer la plainte que contre le versement de 500 000 lires à donner à une œuvre de charité. Le problème pour Maurizio sera de justifier ce manque d'argent auprès de sa femme, mais Giorgio le calme en lui proposant de la « travailler » comme il l'a fait avec Enrichetta.
La seconda moglie
Ciccio est un veuf qui s'est remarié avec Dina, mais qui reste fidèle au souvenir de sa première femme Rebecca. Avec eux vit son beau-frère Franco, le frère de sa première femme, qui se fait passer pour un paralytique afin de vivre aux crochets du couple. Dina, elle, n'est pas satisfaite de son mariage et travaille secrètement comme infirmière à domicile, faisant des piqûres dans le voisinage. Alerté par une lettre anonyme, Ciccio, fou de jalousie, se lance à la poursuite de sa femme, persuadé qu'il la trouvera en flagrant délit d'adultère ; mais il se retrouve au commissariat, où il s'avère que la lettre a été envoyée douze ans plus tôt et qu'elle est donc arrivée avec un retard sensationnel. Elle concernait donc sa première femme, qui trompait Ciccio avec celui qu'il croyait être son frère, mais qui était en fait son amant, Franco. Frappé de paralysie par cette nouvelle, Ciccio se retrouve en fauteuil roulant, soigné par sa femme Dina et son faux beau-frère Franco, qui a désormais une liaison avec elle.

## Fiche technique
- Titre français : Casanova à l'italienne[1]
- Titre original italien : Letti sbagliati[2]
- Réalisation : Steno
- Scénario : Sandro Continenza
- Photographie : Tino Santoni (it)
- Montage : Giuliana Attenni (it)
- Musique : Carlo Rustichelli
- Société de production : Adelphia Compagnia Cinematografica
- Pays de production : Italie
- Langue originale : italien
- Format : noir et blanc - 1,85:1 - Son mono - 35 mm
- Genre : comédie
- Durée : 98 minutes
- Dates de sortie : 
  - Italie : 8 avril 1965
  - France : 21 octobre 1966

## Distribution
Il complicato
- Lando Buzzanca : Birolli
- Ingeborg Schöner : dame du 22ème
- Aldo Giuffré : Carlo De Rossi
- Pietro Tordi : Professeur Vittorio Foconi
- Antonio La Raina : conducteur de train
- Osiride Pevarello (non crédité) : homme de la montagne avec un chien

00 Sexy, missione bionda platino
- Raimondo Vianello : Filippo, l'ingénieur
- Margaret Lee : Mme Luzi
- Fulvia Franco : femme de l'ingénieur
- Piero Morgia : apprenti
- Piero Gerlini : Luigi, le portier

Quel porco di Maurizio
- Carlo Giuffré : l'avocat Giorgio La Barbiera
- Beba Loncar : Enrichetta Cordelli
- Aldo Puglisi : Maurizio
- Alberto Bonucci : Oncle d'Enrichetta
- Tecla Scarano : la belle-mère de Maurizio

La seconda moglie
- Ciccio Ingrassia : Ciccio Ingracchia
- Franco Franchi : Franco, beau-frère de Ciccio
- Olimpia Cavalli : Dina Corallo Ingracchia
- Enzo Turco : Commissaire